# Верин Матуин
Верин Матуин е героиня от фентъзи-поредицата Колелото на времето. Израснала във Фармадинг. Айез Седай от кафявата Аджа. Жена с много маски, Верин рядко влиза в конфликти с останалите Айез Седай. Привидно носейки се по течението, тя винаги постига своите цели. Една от преливащите жени заклели се във вярност на Ранд ал'Тор, при Думайски кладенци. Тя изпълнява своята клетва, но по свой начин и степенува дейностите си според това, кое е важно според нея.
Усвоила е забранени сплитове, които са много близки до принудата. Сестрите пратенички на Елайда се заклеват във вярност на Ранд, благодарение на тези и способности. Тя смята, че за да оцелее човек трябва да се нагажда към заобикалящия го свят. Тя е любопитна и жадна за знание. В опититте си да научи повече за Тъмния и служещите му, тя бива принудена от обстоятелствата да му се закълне във вярност. Верин решава да стане част от Черната аджа, така запазва живота си и в същото време изучава организацията на мраколюбците отвътре. С години наред събира информация кои жени в кулата са Черна аджа. Тази информация тя предоставя на Егвийн Ал Вийр. Но клетвите към Тъмния са доста специфични и изискват от заклелия се да не го предава до сетния си час. Поради тази причина Верин поглъща отрова, която и позволява да победи клетвата. Смъртта и не е напразна, след като голяма част от Черната аджа бива изловена. Верин оставя писма, на няколко души с неясно съдържание. Единственото прочетено писмо е оставеното на Мат. Олвер го отваря и разбира за нападението над Кемлин, което е в действие в същия момент.